# Cardi B
Cardi B (numele de scenă al lui Belcalis Marlenis Almánzar; n. 11 octombrie 1992, New York City, New York, SUA) este o rapperiță, cântăreață și actrița americană.
Ea a debutat în anul 2017 cu piesa „Bodak Yellow”. Cu toate acestea, ea are mai multe piese scoase înainte de piesa de debut.

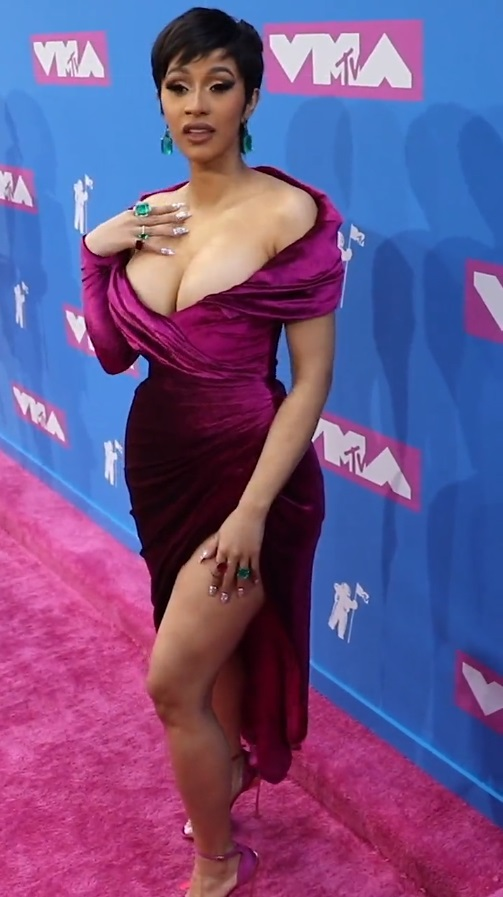
Cardi B la Premiile VMAs, 2018

## Discografie
Albume de studio
- Invasion of Privacy (2018)

## Legături externe
- Site web oficial
- Cardi B la AllMusic
- Cardi B discografia la Discogs
- Cardi B la Internet Movie Database
- Cardi B (discografie) la MusicBrainz